# Mindaugas II di Lituania
Mindaugas II di Lituania, nato Wilhelm Karl Florestan Gero Crescentius Herzog von Urach (Monaco Vecchia, 30 maggio 1864 – Rapallo, 24 marzo 1928), fu l'unico re di Lituania del XX secolo.
Nato come principe Guglielmo di Urach, conte di Württemberg, era figlio di Guglielmo, primo duca di Urach (capo di un ramo morganatico della Casa reale di Württemberg), e della sua seconda moglie, la principessa Florestina di Monaco, figlia del principe Florestano I di Monaco.

## Biografia

### Infanzia
All'età di quattro anni succedette al padre come duca di Urach; crebbe e passò gran parte della sua giovinezza a Monaco, dove sua madre Florestina fu reggente del Principato mentre suo nipote, il principe Alberto I di Monaco si dedicava a esplorazioni oceanografiche. Guglielmo era culturalmente francofono.

### Carriera militare
Come i membri della sua famiglia, Guglielmo entrò nell'esercito del Württemberg alla fine del XIX secolo; era generale allo scoppio della prima guerra mondiale, al comando della 26.ma Divisione di fanteria. A novembre 1914 prese parte all'attacco delle truppe dell'Impero tedesco verso la Francia, che comprese l'invasione del Belgio, sul quale regnava come regina Elisabetta, sorella di sua moglie. Nel dicembre 1914 la sua divisione combatté nella battaglia per attraversare il fiume Bzura in Polonia. A partire dal giugno, fino al settembre del 1915 la divisione si mosse a nord di Varsavia per attestarsi presso il fiume Nemunas, un avanzamento di centinaia di miglia nella campagna, con il quale la Polonia venne conquistata. Tra l'ottobre e il novembre del 1915 partecipò all'attacco alla Serbia, muoventesi ad ovest di Belgrado verso Kraljevo in meno di un mese. A Ypres, nel Belgio, dal dicembre 1915 al luglio 1916, la divisione fu in gran parte annientata nella battaglia della Somme, che durò da agosto a novembre. Guglielmo venne congedato come generale il 5 gennaio 1917.

### Candidato ai vari troni
Attraverso sua madre, Guglielmo era il legittimo erede al trono di Monaco: suo cugino di primo grado, il principe Alberto I aveva un unico figlio, Luigi, non sposato e senza figli.
La Francia si preoccupò per il fatto che il titolo di principe regnante potesse un giorno giungere a un principe tedesco: nel 1911, Raymond Poincaré, un tempo avvocato della famiglia Grimaldi e Presidente del Consiglio della Repubblica francese, convinse Luigi II a riconoscere la figlia illegittima Charlotte Grimaldi, che venne nominata erede dal nonno Alberto I nel 1918. Nel luglio dello stesso anno  un trattato tra il Principato e la Francia previde che tutti i futuri principi dovessero essere cittadini francesi o monegaschi e che, in caso di estinzione della dinastia, Monaco avrebbe perso la propria sovranità a favore della Francia.
Charlotte diventò una Grimaldi, titolata "Mademoiselle de Valentinois" e principessa ereditaria di Monaco, e Guglielmo passò nella linea di successione dietro alla ragazza e a Luigi. Dopo l'ascesa al trono di Luigi II, Guglielmo rinunciò ai suoi diritti in favore di un lontano cugino, il conte di Chabrillan.
Nel 1913 Guglielmo fu uno dei molti candidati al trono di Albania; fu sostenuto dai gruppi cattolici del nord del paese. Nel 1914 il principe Guglielmo di Wied fu scelto come principe di Albania.
Nel 1917 si candidò come possibile futuro sovrano di un restaurato Ducato di Lorena dopo la fine della prima guerra mondiale.

### Re di Lituania
Il 4 giugno 1918 il Parlamento lituano (divenuto indipendente dall'Impero russo) gli offrì la corona del futuro e indipendente regno di Lituania, grazie anche all'appoggio degli aristocratici tedeschi del Baltico. Guglielmo accettò e fu eletto l'11 luglio 1918, prendendo il nome di Mindaugas II di Lituania: le ragioni della scelta potevano essere plurime:
- era Romano Cattolico (religione dominante nello stato);
- non era un membro della Casa di Hohenzollern, cui apparteneva il kaiser Guglielmo II di Germania, il quale era orientato a fare della Lituania una monarchia in unione personale con la Prussia;
- poteva vantare una buona carriera militare;
- se gli Imperi centrali avessero vinto, la Lituania avrebbe potuto godere della protezione tedesca da eventuali ingerenze della Russia.

In seguito alla designazione si stabilì che Guglielmo avrebbe dovuto vivere in Lituania e parlarne la lingua.
Fin dall'inizio del suo regno ci furono difficoltà. Quattro membri (su venti) del Parlamento disertarono per protesta, la Germania non lo riconobbe come re ed egli stesso non poté mai visitare il suo regno, restando nel suo castello di Lichtenstein, a sud di Stoccarda; comunque iniziò a studiare il lituano. Pochi mesi dopo divenne chiaro che la Germania avrebbe perso la guerra e il 2 novembre il parlamento lituano tornò sulla propria decisione.
Nella cappella del castello di Liechtenstein c'è una lettera di papa Benedetto XV che fa gli auguri a Guglielmo, futuro sovrano. Su tutta la vicenda è stato pubblicato un breve saggio nel 2001 dal marito della figlia di suo figlio Albert, Sergei von Cube.

### Successione al trono del Württemberg
Nel 1921 l'ex re Guglielmo II di Württemberg morì, senza eredi maschi. Benché il secondo duca di Urach fosse tecnicamente il discendente maschio della linea più anziana della casata di Württemberg, non venne preso in considerazione per la successione a causa delle nozze morganatiche di suo nonno Guglielmo Federico di Württemberg, padre del primo duca di Urach.

### Successione al trono di Monaco
Tramite la madre egli era anche erede legittimo al trono del Principato di Monaco subito dopo il futuro principe Luigi II, che non aveva discendenti legittimi, ma la Francia fece capire che non avrebbe mai permesso la successione di un principe tedesco e dei suoi discendenti ed eredi e quindi si aprì la crisi per la successione di Monaco del 1918 quando ancora si combatteva la guerra. La crisi si concluse con la legittimazione di Charlotte Grimaldi, figlia naturale del principe Luigi, per evitare una possibile annessione di Monaco alla Francia e quindi l'esclusione di fatto dalla linea di successione di Guglielmo.

## Matrimonio e famiglia

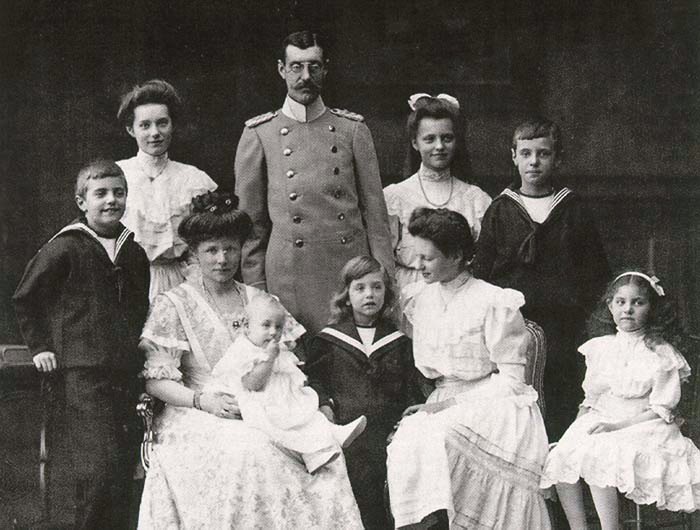
Mindaugas II e la famiglia al completo

Guglielmo si sposò due volte. Nel 1892 sposò la Duchessa Amalia in Baviera (1865-1912), figlia di Carlo Teodoro, duca in Baviera e nipote dell'imperatrice Elisabetta d'Austria, e diretta discendente della principessa lituana Ludwika Karolina Radziwiłł; ebbero nove figli:
- Principessa Maria Gabriella di Urach (1893-1908);
- Principessa Elisabetta di Urach (1894-1962) che sposò il Principe Carlo Aloisio del Liechtenstein (1878-1955), uno zio di Francesco Giuseppe II del Liechtenstein, con discendenza;
- Principessa Carola di Urach (1896-1980);
- Principe Guglielmo di Urach (1897-1957), che sposò morganaticamente Elisabeth Theurer (1899-1988) ed ebbe due figli, Elisabeth e Marie Christine, morte nubili;
- Carlo Gero (1899-1981), terzo duca di Urach, che sposò la Contessa Gabriella di Waldburg von Zeil e Trauchburg (1910-2005). Nessun figlio;
- Principessa Margherita di Urach (1901-1975);
- Principe Alberto di Urach (1903-1969), sposò prima Rosemary Blackadder e poi Ute Waldschmidt: divorziò ed ebbe figli da ambedue; sua figlia Maria Gabriella (aka Mariga) fu la prima moglie di Desmond Guinness;
- Principe Eberardo di Urach (1907-1969), sposò la Principessa Iniga di Thurn and Taxis (1925-2008) e tra i suoi figli ci furono Carlo Anselmo, quarto duca di urach, e Guglielmo Alberto, quinto e attuale duca. Benché teorico pretendente al trono di Lituania, non ha mai fatto alcuna formale pretesa;
- Principessa Matilde di Urach (1912-2001), che sposò Federico Carlo III di Hohenlohe-Waldenburg-Schillingsfürst ed ebbero figli.

La prima moglie, comunque morta nel 1912, discendeva da due sovrani della Confederazione polacco-lituana nel XVIII secolo: Augusto III di Polonia e Stanislao Leszczyński: questo potrebbe essere stato un fattore importante nella sua elezione a re.
Nel 1924 Guglielmo sposò la Principessa Wiltrude di Baviera (1884-1975), figlia di re Ludovico III di Baviera, ma il matrimonio rimase senza figli.

## Ascendenza
|                                      |                          |                                            | Genitori                                         |  |  | Nonni |  |  | Bisnonni                              |  |  | Trisnonni                             |  |
|                                      |                          |                                            |                                                  |  |  |       |  |  | 8. Federico II Eugenio di Württemberg |  |  | 16. Carlo I Alessandro di Württemberg |  |
|                                      |                          |                                            |                                                  |  |  |       |  |  | 8. Federico II Eugenio di Württemberg |  |  | 16. Carlo I Alessandro di Württemberg |  |
|                                      |                          | 17. Maria Augusta di Thurn und Taxis       |                                                  |  |  |       |  |  | 8. Federico II Eugenio di Württemberg |  |  |                                       |  |
| 4. Guglielmo Federico di Württemberg |                          |                                            |                                                  |  |  |       |  |  | 8. Federico II Eugenio di Württemberg |  |  |                                       |  |
|                                      |                          | 9. Federica Dorotea di Brandeburgo-Schwedt | 18. Federico Guglielmo di Brandeburgo-Schwedt    |  |  |       |  |  |                                       |  |  |                                       |  |
|                                      |                          | 9. Federica Dorotea di Brandeburgo-Schwedt | 18. Federico Guglielmo di Brandeburgo-Schwedt    |  |  |       |  |  |                                       |  |  |                                       |  |
|                                      |                          | 9. Federica Dorotea di Brandeburgo-Schwedt | 19. Sofia Dorotea di Prussia                     |  |  |       |  |  |                                       |  |  |                                       |  |
| 2. Guglielmo di Urach                |                          | 9. Federica Dorotea di Brandeburgo-Schwedt |                                                  |  |  |       |  |  |                                       |  |  |                                       |  |
|                                      |                          | 10. Carlo Augusto di Tunderfeldt-Rhodis    | 20. Giovanni Cristoforo di Tunderfeldt-Rhodis    |  |  |       |  |  |                                       |  |  |                                       |  |
|                                      |                          | 10. Carlo Augusto di Tunderfeldt-Rhodis    | 20. Giovanni Cristoforo di Tunderfeldt-Rhodis    |  |  |       |  |  |                                       |  |  |                                       |  |
|                                      |                          | 10. Carlo Augusto di Tunderfeldt-Rhodis    | 21. Emeranzia di Hohendorff                      |  |  |       |  |  |                                       |  |  |                                       |  |
| 5. Guglielmina di Tunderfeldt-Rhodis |                          | 10. Carlo Augusto di Tunderfeldt-Rhodis    |                                                  |  |  |       |  |  |                                       |  |  |                                       |  |
|                                      |                          | 11. Teresa di Schilling-Canstatt           | 22. Carlo di Schilling-Canstatt                  |  |  |       |  |  |                                       |  |  |                                       |  |
|                                      |                          | 11. Teresa di Schilling-Canstatt           | 22. Carlo di Schilling-Canstatt                  |  |  |       |  |  |                                       |  |  |                                       |  |
|                                      |                          | 11. Teresa di Schilling-Canstatt           | 23. Regina di Bernerdin-Pernthurn                |  |  |       |  |  |                                       |  |  |                                       |  |
| 1. Mindaugas II di Lituania          |                          | 11. Teresa di Schilling-Canstatt           |                                                  |  |  |       |  |  |                                       |  |  |                                       |  |
|                                      | 12. Onorato IV di Monaco | 24. Onorato III di Monaco                  |                                                  |  |  |       |  |  |                                       |  |  |                                       |  |
|                                      | 12. Onorato IV di Monaco | 24. Onorato III di Monaco                  |                                                  |  |  |       |  |  |                                       |  |  |                                       |  |
|                                      | 12. Onorato IV di Monaco | 25. Maria Caterina Brignole Sale           |                                                  |  |  |       |  |  |                                       |  |  |                                       |  |
| 6. Florestano I di Monaco            | 12. Onorato IV di Monaco |                                            |                                                  |  |  |       |  |  |                                       |  |  |                                       |  |
|                                      |                          | 13. Luisa d'Aumont                         | 26. Luigi Maria d'Aumont                         |  |  |       |  |  |                                       |  |  |                                       |  |
|                                      |                          | 13. Luisa d'Aumont                         | 26. Luigi Maria d'Aumont                         |  |  |       |  |  |                                       |  |  |                                       |  |
|                                      |                          | 13. Luisa d'Aumont                         | 27. Luisa Giovanna de Durfort                    |  |  |       |  |  |                                       |  |  |                                       |  |
| 3. Florestina di Monaco              |                          | 13. Luisa d'Aumont                         |                                                  |  |  |       |  |  |                                       |  |  |                                       |  |
|                                      |                          | 14. Carlo Tommaso Gibert de Lametz         | 28. Tommaso Gibert                               |  |  |       |  |  |                                       |  |  |                                       |  |
|                                      |                          | 14. Carlo Tommaso Gibert de Lametz         | 28. Tommaso Gibert                               |  |  |       |  |  |                                       |  |  |                                       |  |
|                                      |                          | 14. Carlo Tommaso Gibert de Lametz         | 29. Francesca Moret                              |  |  |       |  |  |                                       |  |  |                                       |  |
| 7. Maria Carolina Gibert de Lametz   |                          | 14. Carlo Tommaso Gibert de Lametz         |                                                  |  |  |       |  |  |                                       |  |  |                                       |  |
|                                      |                          | 15. Maria Francesca Le Gras de Vaubercey   | 30. Francesco Luigi Michele Le Gras de Vaubercey |  |  |       |  |  |                                       |  |  |                                       |  |
|                                      |                          | 15. Maria Francesca Le Gras de Vaubercey   | 30. Francesco Luigi Michele Le Gras de Vaubercey |  |  |       |  |  |                                       |  |  |                                       |  |
|                                      |                          | 15. Maria Francesca Le Gras de Vaubercey   | 31. Gabriella Francesca des Courtils             |  |  |       |  |  |                                       |  |  |                                       |  |
|                                      |                          | 15. Maria Francesca Le Gras de Vaubercey   |                                                  |  |  |       |  |  |                                       |  |  |                                       |  |